# Aegle flava
Aegle flava là một loài bướm đêm trong họ Noctuidae.